# Parasemia chiasmaphora
Parasemia chiasmaphora là một loài bướm đêm thuộc phân họ Arctiinae, họ Erebidae.